# Томислав Франькович
Томислав Франькович (19 травня 1931 — 11 жовтня 2010) — югославський ватерполіст.
Срібний призер Олімпійських Ігор 1956 року.